# Eurystenes i Prokles
Eurystenes lub Eurysthenes (gr. Εὐρυσθένης Eurysténēs) i Prokles (gr. Προκλῆς Proklês) – w mitologii greckiej bracia bliźniacy, potomkowie Heraklesa, królowie Sparty. 
Byli synami Aristodemosa (prawnuka Hyllosa) i jego żony Argeji (praprawnuczki Polynejkesa), bliźniakami. Gdy byli jeszcze młodzi, ich ojciec zmarł z przyczyn naturalnych lub zginął rażony piorunem, niedługo przed rozpoczęciem ostatniej wyprawy Heraklidów na Peloponez, zakończonej zwycięstwem i podbiciem półwyspu. Przy podziale zdobytych ziem (poprzez losowanie) Eurystenes i Prokles otrzymali Lakonię.
Eurystenes był założyciel rodu Eurystenidów, nazwanych później Agiadami, od imienia jego syna, Agisa I. Natomiast Prokles był protoplastą dynastii Eurypontydów, która zyskało miano od jego syna, Eurypona.
Wedle przekazu Herodota, w Sparcie utrzymała się tradycja, że Aristodemos zmarł już po zdobyciu Lakonii, a owdowiała Argeja ukrywała przed poddanymi, który z jej synów jest starszym, pragnąc, by obaj zostali królami po swym ojcu. Tak też się stało, zgodnie z nakazem Pytii, która jednak dodała, że większy szacunek winno okazywać się starszemu z braci. Spartanie ostatecznie odkryli prawdę podstępem, a następnie zdecydowali, że wychowanie Eurystenesa odbędzie się na koszt państwa. Herodot podaje ponadto, iż przez całe życie obaj bracia spierali się ze sobą.
Jego opowieść o braciach bliźniakach wyjaśniała pochodzenie diarchii w Sparcie, jak również większy szacunek, który budzili Agiadzi. Hellanikos z Lesbos przypisał Eurystenesowi i Proklesowi stworzenie ustroju Sparty, zaś Eforos wprowadzenie okręgów osadniczych w Lakonii. Były to próby wytłumaczenia osobliwości spartańskich, podobnie jak dopatrywanie się w sporach między bliźniakami źródeł napięć między obiema dynastiami królewskimi.